# Wał brzegowy
Wał brzegowy – niski wał ograniczający koryto rzeki ciągnący się wzdłuż koryta rzecznego. Wał brzegowy zbudowany jest z piasku lub gruboziarnistego mułu. Powstaje przez przybój i wiatr z piasku wyrzucanego na niski brzeg. Wał jest nadbudowywany podczas powodzi.  
Wałem brzegowym nazywany jest również piaszczysty wał utworzony podczas silniejszego falowania ponad stokiem plaży zewnętrznej i stanowiącej jej granicę z plażą wewnętrzną.